# Парламентаризъм
Парламентаризъм е парламентарната дейност, в чиято рамка представителите на народа, т.нар. парламентаристи (депутати) приемат закони (Законодателна власт). За родина на парламентаризма се приема Англия. Парламентаризмът е баланса между институциите на изпълнителната и законодателната власт – правителство – парламент.

## Особености
Съпътстващи особености на тази политическа отговорност от страна на правителството към парламента са:
- солидната отговорност на правителството;
- определяне размера на данъците и състава на армията;
- правителството трябва да съответства на политическото представителство (мнозинство в парламента).

Основните характеристики на едно парламентарно управление така, както се е изградило и развило в родината си Великобритания са:
- правителството е зависимо като състав, дейност и времетраене от парламента;
- взаимен контрол между правителство и парламент със законодателна инициатива и на двете институции;
- народен представител и министър са съвместими позиции;
- свободен мандат на народните представители;
- плуралистична партийна система.

## Основни принципи
Основите на това парламентарно управление са толкова гъвкави, че дават възможност за развитието му в останалите демократични държави. То е приложимо и при монархия, и при република. Нещо повече, прилагането му е осъществимо и при други форми на управление, каквато е президентската. Три са основните принципи на съвременния парламентаризъм:
- народният суверенитет;
- политическото представителство;
- свободният мандат.